# マックス・エケルト＝グライフェンドルフ

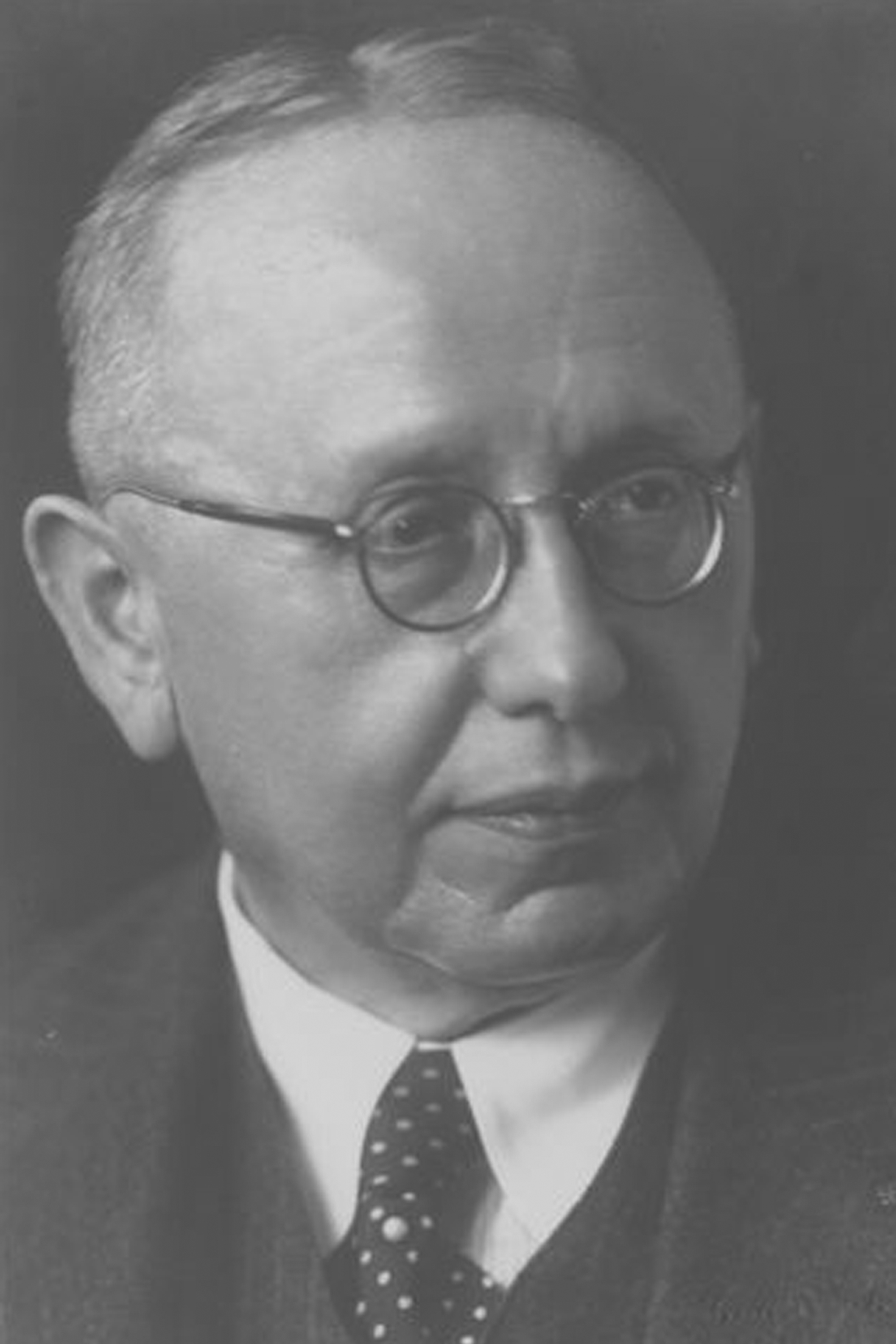
マックス・エケルト＝グライフェンドルフ（1935年）

マックス・エケルト（Max Eckert、1868年4月10日 - 1938年12月26日）は、ドイツの地理学者である。1934年以降はマックス・エケルト＝グライフェンドルフ(Max Eckert-Greifendorff)と称した。

## 生涯
1868年4月10日にザクセン王国ケムニッツで生まれた。
レーバウとベルリンで教育を受けた後、レーバウとライプツィヒで教鞭を執った。1903年、キール大学の私講師(Privatdozent)になった。1907年、アーヘンの王立高等工業学校（現 アーヘン工科大学）の地理学の教授に任命された。
6つのエケルト図法やエケルト＝グライフェンドルフ図法などの地図投影法を考案し、また、地理学に関する多くの書籍を執筆した。
1938年12月26日にアーヘンで死去した。

## 著書
- Schulatlas（学校地図帳、第45版、1912年）
- Wesen und Aufgabe der Wirtschafts- und Verkehrsgeographie（経済地理・交通地理の要点と目的、1903年）
- Grundriss der Handelsgeographie（貿易地理学の基礎、1905年）
- Leitfaden der Handelsgeographie（貿易地理学の入門書、第3版、1911年）
- Neue Entwürfe für Erdkarten（世界地図のための新しいアイデア、1906年）
- Die Kartographie als Wissenschaft（学問としての地図学、1907年）
- The New Fields of Geography, especially Commercial Geography（地理学の新分野、特に商業地理学について、1907年）
- Geographisches Praktikum（実践における地理学、1908年） - オットー・クリューンメル（英語版）との共著
- Fortschritt in der geographischen Erschliessung unsern Kolonien（1908年）
- Die Kartenprojektion（地図投影法、1910年）
- Deutsche Kulturgeographie（ドイツの文化的地理学、1912年）
- Wirtschaftsatlas der deutschen Kolonien（ドイツ植民地の経済地図、1912年）
- Die wirtschaftliche Bedeutung des Panama-Kanals（パナマ運河の経済的意義、1913年）
- Die Metallverbreitung und Metallgewerbe der Welt（世界の金属の貿易と流通、1913年）.